# Opéra d'Automne
L’Opéra d’Automne fut un festival d’opéra et de musique classique créé en 1989, rattaché à la ville de Semur-en-Auxois, Côte-d’Or, Bourgogne, en France. En collaboration avec Radio-France et France-Télévision, cette structure permit notamment, le 7 octobre 1993, la recréation française et le premier enregistrement mondial, discographique et télévisé, en la basilique de Vézelay, de la Messe solennelle de Berlioz, récemment découverte.

## Histoire
Ce fut en juillet 1989 que Jean-Marie Magnien, maire RPR nouvellement élu de Semur-en-Auxois, prit la décision de créer un événement musical annuel et festif dans le théâtre de la ville, qui venait d’être restauré, aux conditions acoustiques remarquables. Il s’agirait d’un opéra de Mozart, dont la première aurait lieu le premier vendredi de septembre, monté par une équipe de jeunes chanteurs sélectionnés sur auditions et placés sous la direction musicale du chef d’orchestre Jean-Paul Penin, ainsi que d’une équipe scénographique invitée (metteurs en scène, décorateurs, costumiers), dans le cadre intime et artistiquement idéal de cette petite cité médiévale. 

## Fonctionnement
Après cinq semaines de répétitions scéniques, au piano, l’orchestre, la Philharmonie nationale de Cracovie, dont Jean-Paul Penin était le Chef Invité Permanent, en formation de chambre, 35 musiciens, arrivait une semaine avant la Première, de manière à assurer les dernières répétitions, à savoir deux répétitions à l’Italienne (sans mise en scène), deux répétitions scéniques, suivies d'une pré-générale et d'une générale semi-publique, les lectures d’orchestre ayant été faites à Cracovie. Le chœur était celui de la ville de Semur, préparé par son directeur. 
Dès sa première année, l’Opéra d’Automne se révéla un succès, imposant d'ajouter deux spectacles aux six prévus. Quatre ans plus tard, il s’agissait d’une vingtaine de spectacles, dont les derniers étaient donnés en tournée (Rennes, Saint-Malo). Un concert symphonique gratuit, le premier samedi du festival, en la collégiale Notre-Dame de Semur, était offert aux habitants de la ville, qui disposaient également d’un service de pré-réservation et de places à tarifs réduits pour l’opéra. Le public, la première année en majorité local et régional, s’était rapidement diversifié (Suisse, Allemagne, Italie). Alors que l’Opéra d’Automne terminait la préparation de sa cinquième saison, la sélection des chanteurs ayant été réalisée à Radio France, et qu'il envisageait des partenariats avec des théâtres étrangers de taille similaire (320 places), dans des villes aux mêmes remarquables attraits architecturaux, la nouvelle législation sur les règles économiques du marché publicitaire (loi Sapin, dite « de transparence ») imposa au principal mécène, les laboratoires Smithkline-Beecham, de se retirer. Une rivalité politicienne locale, en quête de reconnaissance électorale, profita de l'occasion pour discréditer le festival (distributions de tracts dénonçant son côté "élitiste", non populaire), ce qui découragea de nouvelles bonnes volontés financières et entraîna sa chute.

## Financement
Pour éviter tout dérapage budgétaire, la Ville de Semur gardait le contrôle financier du festival. 
Le financement était réparti entre collectivités territoriales (Département, Région), mécénat d’entreprise, local et international (laboratoire pharmaceutique Smithkline-Beecham, qui assurait également l’enregistrement discographique de l’œuvre), et billetterie. Le principe étant que cet événement musical de grande qualité soit accessible à tous, il fut décidé que le prix des places resterait modeste, ce qui rendait le mécénat indispensable. La participation financière de la ville (5 000 habitants) ne représentait qu’à peine 3 % d’un budget, qui, sur quatre ans, aura avoisiné le million d’euros, mais était compensée par la mise à disposition de personnel municipal, principalement au moment des spectacles. L’analyse de la structure fit l’objet d’un mémoire de DESS (Didier Pillon, Université Pierre Mendes France, Institut d'Études Politiques de Grenoble, mai 1993).

## Spectacles et distributions
1990 : Così fan tutte
Kennedy, Moncayo, Curon, Rhys-Evans, Mok, Hennequin.
Scénographie : Jeroen Lopez-Cardoso.
1991 : Die Entführung aus dem Serail
Davies, Grummet, Loonen, Rhys-Evans, Bogart.
Scénographie : Louis et Xavier Bachelot.
1992 : Le Nozze di Figaro
Curon, Coste, Pares-Reyna, Felix, Pondgiclis, Guigui, T’hésan, Désandré, Bouret
Scénographie : Christine Flasschoen, mise en scène : Daniel Donies.
1993 : Don Giovanni
Byrne, Bernard, Bastian, Doing, Kennedy, Gierlach, Perroni, Jankosz.
Scénographie : Charles Roubaud.

## LaMesse solennellede Berlioz
En avril 1993, la maison d’édition musicale allemande Bärenreiter proposa à la structure de production Opéra d’Automne de recréer en France la Messe solennelle de Berlioz, œuvre de jeunesse, nouvellement découverte à Anvers. Le concert eut lieu le 7 octobre 1993, en la basilique de Vézelay, sous les auspices de la présidence de la République et de l’UNESCO (Direction du Patrimoine mondial), Radio-France et France-Télévision assurant à cette occasion le premier enregistrement mondial de l’œuvre, discographique et télévisé, réalisé par l’orchestre et le chœur de la Philharmonie nationale de Cracovie, direction Jean-Paul Penin. La production fut l'année suivante invitée au Festival Berlioz de La Côte Saint-André (Isère), ville natale du compositeur, puis à celui de La Chaise-Dieu, avant de partir en tournée avec son chef dans plusieurs capitales d'Amérique du Sud, dont Buenos Aires, au Teatro Colon.

## Sources
- Notes du livret de l'enregistrement de Jean-Paul Penin
- Notes du livret de l'enregistrement, postérieur, de John Eliot Gardiner
- Berlioz : Mémoires, Paris, Garnier-Flammarion, 1969.
- David Cairns : Berlioz: The Making of an Artist (le premier volume de sa biographie de Berlioz), André Deutsch, 1989)  (ISBN 9780140287264)
- Hugh Macdonald : Berlioz (« The Master Musicians », J.M.Dent, 1982)
- Berlioz : Memoirs (Dover, 1960)
- Association nationale Hector Berlioz, Bulletin de liaison no 44, janvier 2010.